# Mike Elliott (Skilangläufer)
Michael Wordsworth „Mike“ Elliott (* 3. April 1942 in Durango, Colorado; † 23. September 2024 ebenda) war ein US-amerikanischer Skilangläufer.

## Sportliche Laufbahn
Elliott begann bereits im Alter von sechs Jahren mit dem Langlauf. Später trat er für das Fort Lewis College an und gewann zwei NCAA-Meistertitel. 1964 trat er erstmals bei Olympischen Winterspielen in Innsbruck, Österreich an. Über 15 und 30 Kilometer belegte er die Plätze 41 und 30. Zusammen mit Mike Gallagher, Jim Shea und John Bower erreichte er in der 4 × 10-km-Staffel den 13. Rang. In Grenoble, Frankreich nahm er 1968 zum zweiten Mal teil. In den Einzelrennen belegte er die Plätze 41 (15 km), 29 (30 km) und 30 (50 km). In der Staffel mit Mike Gallagher, John Bower und Bob Gray errang er den 12. Rang. 1972 trat Elliott im japanischen Sapporo über 30 km an und erreichte Platz 26. Über 4 × 10 km gelang ihm zusammen mit Mike Gallagher, Tim Caldwell und Larry Martin erneut ein 12. Platz. Des Weiteren wurde er zehnmal US-Meister im Bereich der Masters.

## Weiteres Leben
Elliotts Karriere wurde zweimal von gebrochenen Beinen unterbrochen, die er sich während des Skifahrens und in Vietnam bei der US Army zuzog. Nach seinem Ausstieg aus der Armee machte er einen Abschluss an der Colorado State University. Später war er Mitglied des United States Olympic Committee und arbeitet seit 1973 in einem Skigebiet in seiner Heimatstadt Durango.